# Absolute Music 21
Absolute Music 21 er en kompilation i serien Absolute Music udgivet den 20. september 1999.

## Spor
1. Lou Bega – "Mambo No. 5 (A Little Bit Of...)"
2. Shania Twain – "That Don't Impress Me Much"
3. Ricky Martin – "Livin' La Vida Loca"
4. Wamdue Project – "King Of My Castle"
5. Texas – "In Our Lifetime"
6. Vengaboys – "We're Going To Ibiza !"
7. Jennifer Lopez – "If You Had My Love"
8. Barcode Brothers – "Dooh Dooh"
9. Shirley & Jonas Winge Leisner – "Don't Look For Love"
10. Pet Shop Boys – "I Don't Know What You Want But I Can't Give It Any More"
11. Shanks & Bigfoot – "Sweet Like Chocolate"
12. ATB – "Don't Stop"
13. Britney Spears – "Sometimes"
14. A*Teens – "Mamma Mia"
15. Backstreet Boys – "I Want It That Way"
16. The Pretenders – "Human"
17. Lightforce – "Take Your Time (The Riddle 99)"
18. Baz Luhrmann Presents – "Everybody's Free (To Wear Sunscreen)"